# Stefanos Byzantios
Stefanos Byzantios (řecky: Στέφανος Βυζάντιος, latinsky: Stephanus Byzantinus) byl byzantský gramatik a geograf, autor významného a řecky psaného geografického slovníku s názvem Ethnica (Ἐθνικά). Ze slovníku se dochovaly jen fragmenty, ale zachovala se jeho zkrácená verze, již sestavil jistý Hermolaus, o němž jinak není nic známo. Také o Stefanovi se dochovalo minimum informací: působil v Konstantinopoli, a to pravděpodobně za vlády Justiniána I., tedy na počátku 6. století. Jeho slovník je řazen dle abecedy a je to encyklopedie geografických toponym, etnonym apod. I dochovaný souhrn uchoval vzácné geografické, mytologické a náboženské informace o starověkém Řecku. Z dochovaných fragmentů je patrné, že originál obsahoval rozsáhlé citace starověkých autorů. V dochovaném fragmentu cituje Stafanos Artemidora, Polybia, Aelia Herodiana, Hérodota, Thúkydida, Xenofóna nebo Strabóna. Je jediným spisovatelem, který cituje ztracené dílo připisované Sofaenetovi. Fragmenty z původního díla se dochovaly především díky rozsáhlým citacím Konstantina Porfyrogenneta v jeho slavném díle De administrando imperio.